# Джюрчи
Джюрчи́ (укр. Джюрчи, крымскотат. Curçı, Джурчы) — исчезнувшее село в Красногвардейском районе Республики Крым, располагавшееся на северо-западе района, в степной части Крыма, к востоку от современного села Краснодарка.

## История
Первое документальное упоминание села встречается в Камеральном Описании Крыма… 1784 года, судя по которому, в последний период Крымского ханства Юртчу Хаджи входил в Караул кадылык Перекопского каймаканства.
После присоединения Крыма к России (8) 19 апреля 1783 года, (8) 19 февраля 1784 года, именным указом Екатерины II сенату, на территории бывшего Крымского Ханства была образована Таврическая область и деревня была приписана к Перекопскому уезду. После Павловских реформ, с 1796 по 1802 год, входила в Акмечетский уезд Новороссийской губернии. По новому административному делению, после создания 8 (20) октября 1802 года Таврической губернии, Джурчи был включён в состав Бозгозской волости Перекопского уезда.
По Ведомости о всех селениях в Перекопском уезде состоящих с показанием в которой волости сколько числом дворов и душ… от 21 октября 1805 года в деревне Джурчи числилось 11 дворов и 98 жителей, исключительно крымских татар. Видимо, вследствие эмиграции крымских татар в Турцию деревня заметно опустела и на карте генерал-майора Мухина 1817 года Джурчи, как Кокуж-Джурче, обозначено всего с 4 дворами. После реформы волостного деления 1829 года Джурчи, согласно «Ведомости о казённых волостях Таврической губернии 1829 года», отнесли к Эльвигазанской волости. На карте 1836 года в деревне 7 дворов, а на карте 1842 года деревня Джюрчи обозначена условным знаком «малая деревня», то есть, менее 5 дворов. Селение уже не записано в «Списке населённых мест Таврической губернии по сведениям 1864 года», хотя Джюрчи ещё обозначено на трёхверстовой карте 1865 года, но его уже нет на карте с корректурой 1876 года. В дальнейшем в доступных источниках не встречается.